# Alexandre (nouvelle)
Pour les articles homonymes, voir Alexandre.
Alexandre est une nouvelle de Guy de Maupassant, parue en 1889.

## Historique
Alexandre est une nouvelle de Guy de Maupassant initialement publiée dans L'Écho de Paris du 2 septembre 1889.

## Résumé
Comme tous les jours, Alexandre, le vieux serviteur, pousse la voiture de paralytique de Mme Maramballe, sa vieille et impotente maîtresse...

## Éditions
- 1889 -  Alexandre, dans L'Écho de Paris.
- 1890 -  Alexandre, dans le supplément de La Lanterne du 8 mai 1890.
- 1907 -  Alexandre, dans Œuvres complètes de Guy de Maupassant, Éditions Conard.
- 1967 -  Alexandre, dans Misti, recueil de vingt nouvelles de Maupassant, Éditions Albin Michel, Le Livre de poche n° 2156.
- 1979 -  Alexandre, dans Maupassant, Contes et nouvelles, tome II, texte établi et annoté par Louis Forestier, Bibliothèque de la Pléiade, éditions Gallimard.

## Lire
- Lien vers la version de Alexandre dans "L'Écho de Paris",